# انتخابات مجلس مشاوران ژاپن (۲۰۲۵)
انتخابات مجلس مشاوران ژاپن (۲۰۲۵) در ۲۰ ژوئیه ۲۰۲۵برگزار می‌شود، که در آن ۱۲۴ نفر از ۲۴۸ عضو مجلس علیای دایت ملی برای یک دوره شش ساله انتخاب می‌شوند.
این انتخابات حدود ۱۰ ماه پس از نخست‌وزیری شیگرو ایشیبا برگزار می‌شود. او از زمان به دست گرفتن رهبری حزب حاکم لیبرال دموکرات (LDP) در سپتامبر ۲۰۲۴، به عنوان نخست‌وزیر ژاپن، این کشور را اداره کرده است. ایشیبا اندکی پس از نخست‌وزیر شدن، انتخابات زودهنگام مجلس نمایندگان را برای ۲۷ اکتبر اعلام کرد که در آن حزب لیبرال دموکرات برای اولین بار از سال ۲۰۰۹ اکثریت خود را از دست داد. از نوامبر ۲۰۲۴، ایشیبا به عنوان رهبر یک دولت اقلیت برای تصویب قوانین و توافقات بودجه بدون حمایت احزاب مخالف تلاش می‌کند. نارضایتی فزاینده از حزب لیبرال دموکرات و رسوایی مربوط به کوپن‌های هدیه‌ای که ایشیبا به نمایندگان مجلس داده است، به میزان محبوبیت او آسیب رسانده است. همزمان، احزاب مخالف تلاش کرده‌اند تا در تلاش برای جلوگیری از کسب اکثریت LDP در انتخابات، متحد شوند. حزب دموکراتیک مشروطه (CDP) و حزب ایشین نو کای به‌طور خاص برنامه‌هایی را برای برگزاری «انتخابات مقدماتی مخالفان» در چندین استان تدوین کردند.
مبارزات انتخاباتی در ۳ ژوئیه با ۵۱۸ نامزد آغاز شد. انتظار می‌رود در طول مبارزات انتخاباتی ۱۷ روزه، اقدامات لازم برای مقابله با افزایش هزینه‌ها، موضوع اصلی انتخابات باشد.